# Cá mập bảy mang mũi sắc
Cá mập bảy mang mũi sắc (tên khoa học Heptranchias perlo) là một loài cá mập trong họ Hexanchidae, và là loài duy nhất trong chi Heptranchias. Tìm thấy gần như trong vùng nước sâu toàn cầu, nó là một trong số ít loài cá mập với bảy cặp khe mang trái với bảy khe mang thông thường. Loài cá mập khác có bảy khe mang là cá mập bảy mang mũi lớn. Mặc dù có kích thước nhỏ, loài cá mập này là một động vật ăn thịt phàm ăn loài không xương sống và cá. Khi bị bắt, loài này là đáng chú ý là sẽ cố gắng để cắn. Nó có tầm quan trọng thương mại nhỏ.